# Grand Prix 2009 (snooker)

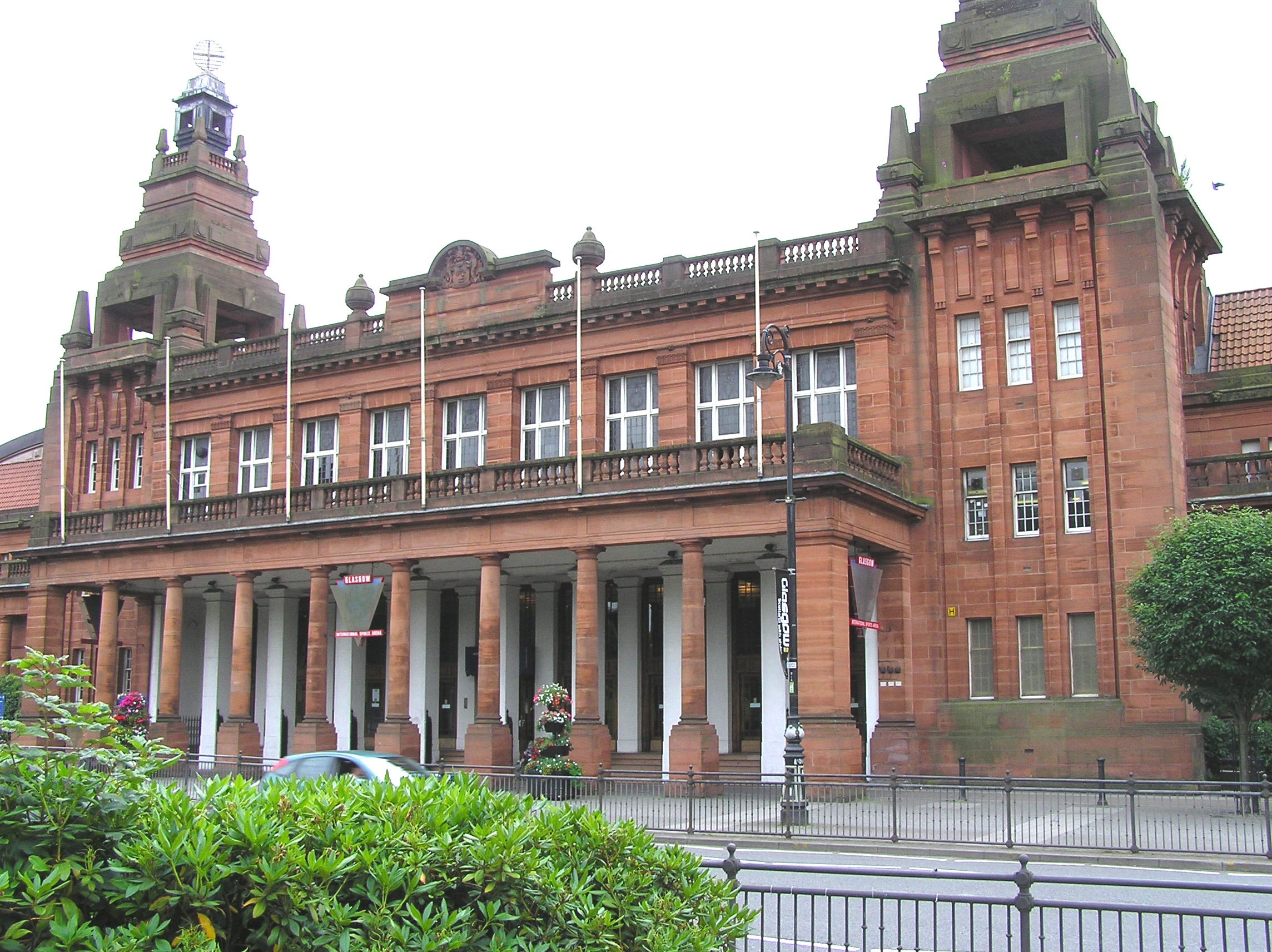
Kelvin Hall, de locatie waar de Snooker Grand Prix 2009 gehouden werd

De Snooker Grand Prix 2009 vond plaats van 3 tot 11 oktober 2009 in de Kelvin Hall te Glasgow, Schotland. Titelverdediger John Higgins werd in de halve finale uitgeschakeld door de latere winnaar Neil Robertson. Robertson won met 9-4 van Ding Junhui.

## Prijzengeld
- Winnaar: £75.000
- Finalist: £35.000
- Laatste 4: £20.000
- Laatste 8: £12.000
- Laatste 16: £9.550
- Laatste 32: £7.100
- Laatste 48: £4.650
- Laatste 64: £2.200
- High Break: £500 (Ronde 1-4)
- High Break: £4.000 (Ronde 5-Finale)
- Maximum Break: £1.000 (Ronde 1-4)
- Maximum Break: £20.000 (Ronde 5-Finale)[1]

## Speelschema
De loting voor alle rondes (van ronde twee tot de halve finales) was op willekeurige basis. (Het FA Cup systeem)
Alle wedstrijden (tot en met de kwartfinales) zullen best-of-9 frames zijn, de halve finales best-of-11 en de finale best-of-17 (7/10).

### Geplaatste spelers
- Top-16 van de wereldranglijst
- 16 winnaars van het kwalificatietoernooi, gehouden in Prestatyn, Wales.
  -  ENG - Jamie Cope (18)
  -  ENG - Ricky Walden (20)
  -  ENG - Stuart Bingham (21)
  -  WAL - Matthew Stevens (26)
  -  CHN - Liang Wenbo (27)
  -  ENG - Nigel Bond (29)
  -  NIR - Gerrard Greene (32)
  -  ENG - Ian McCulloch (35)
  -  SCO - Jamie Burnett (40)
  -  IRL - Ken Doherty (44)
  -  SCO - Marcus Campbell (45)
  -  ENG - Mark Davis (47)
  -  ENG - Barry Pinches (52)
  -  ENG - Robert Milkins (55)
  -  ENG - Mark Joyce (57)
  -  ENG - Matthew Selt (67)

NB. officiële plaats op de wereldranglijst tussen haakjes

### Eerste ronde
(Seedings), nummers zijn tafelnummers. tijden MET
- 3 oktober - 14:00

1. SCO - John Higgins MBE (1) 5-1  ENG - Mark Joyce
2. HKG - Marco Fu (8) 4-5  ENG - Mark Davis

- 3 oktober - 20:00

1. ENG - Mark Selby (7) 3-5  IRL - Ken Doherty
2. ENG - Joe Perry(12) 5-2 vs.  SCO - Marcus Campbell

- 4 oktober - 13:30

1. ENG - Allister Carter (5) 1-5  ENG - Robert Milkins
2. CHN - Ding Junhui (13) 5-4  WAL - Matthew Stevens

- 4 oktober - 20:00

1. WAL - Ryan Day (6)3-5  ENG - Jamie Cope
2. AUS - Neil Robertson (9) 5-3  NIR - Gerrard Greene

- 5 oktober - 14:00

1. SCO - Stephen Hendry MBE (10) 5-2  ENG - Matthew Selt
2. ENG - Peter Ebdon (14) 5-2  CHN - Liang Wenbo

- 5 oktober - 20:00

1. ENG - Shaun Murphy (4) 4-5  ENG - Barry Pinches
2. NIR - Mark Allen (11) 5-2  ENG - Ian McCulloch

- 6 oktober - 14:30

1. ENG - Ronnie O'Sullivan (2) 5-2  SCO - Jamie Burnett
2. WAL - Mark Williams MBE (15) 5-0  ENG - Stuart Bingham

- 6 oktober - 20:00

1. SCO - Stephen Maguire (3) 5-3  ENG - Nigel Bond
2. ENG - Mark King (16) 5-4  ENG - Ricky Walden

### Tweede ronde
- 7 oktober - 15:00

1. ENG - Ronnie O'Sullivan (2) 4-5  SCO - John Higgins MBE (1)
2. ENG - Jamie Cope -  NIR 3-5  NIR - Mark Allen (11)

- 7 oktober - 20:00

1. AUS - Neil Robertson (9) 5-2  IRL - Ken Doherty
2. ENG - Joe Perry 5-2  ENG - Barry Pinches

- 8 oktober - 15:00

1. WAL - Mark Williams MBE (15) 5-2  SCO - Stephen Hendry MBE (10)
2. ENG - Peter Ebdon (14) 5-3  ENG - Mark Davis

- 8 oktober - 20:00

1. SCO - Stephen Maguire 1-5  CHN - Ding Junhui (13)
2. ENG - Robert Milkins 5-1  ENG - Mark King (16)

### Kwartfinale
- 9 oktober - 14:00

1. SCO - John Higgins MBE (1) 5-1  NIR - Mark Allen (11)
2. AUS - Neil Robertson (9) 5-1  ENG - Joe Perry

- 9 oktober - 20:00

1. WAL - Mark Williams MBE (15) 5-2  ENG - Robert Milkins
2. ENG - Peter Ebdon (14) 2-5  CHN - Ding Junhui (13)

### Halve finale
- 10 oktober - 13:30

1. AUS - Neil Robertson (9) 6-5  SCO - John Higgins MBE (1)

- 10 oktober - 20:00

1. CHN - Ding Junhui (13) 6-1  WAL - Mark Williams MBE (15)

### Finale
| Finale: Best of 17 frames Kelvin Hall, Glasgow, Schotland, 11 oktober 2009.                                               |                |                   |
| Neil Robertson Australië                                                                                                  | 9-4            | Ding Junhui China |
| middag (7): 124-1 (124) 97-24 43-72 35-84 (80) 0-118 (112) 108-13 (108) 66-5 avond (10):20-95 77-52 73-5 79-34 60-21 89-6 |                |                   |
| 124 | Highest break  | 112               |
| 2 | Century breaks | 1                 |
| 3 | 50+ breaks     | 2                 |